# أماندا سيمبسون
أماندا سيمبسون (بالإنجليزية: Amanda Simpson)‏ (و. 1961 – م) هي من الولايات المتحدة الأمريكية .
وهي عضوة في الحزب الديمقراطي الأمريكي .

## التعليم
تعلمت في جامعة أريزونا.